# Седілло (Нью-Мексико)
Седілло (англ. Sedillo) — переписна місцевість (CDP) в США, в окрузі Берналільйо штату Нью-Мексико. Населення — 670 осіб (2020).

## Географія
Седілло розташоване за координатами 35°5′28″ пн. ш. 106°17′14″ зх. д. / 35.09111° пн. ш. 106.28722° зх. д. (35.091046, -106.287119).  За даними Бюро перепису населення США в 2010 році переписна місцевість мала площу 7,11 км², з яких 7,11 км² — суходіл та 0,00 км² — водойми.

## Демографія
Згідно з переписом 2010 року, у переписній місцевості мешкали 802 особи в 325 домогосподарствах у складі 262 родин. Густота населення становила 113 особи/км².  Було 343 помешкання (48/км²).
Расовий склад населення:
| - 85,5 % — білих - 1,5 % — азіатів - 0,6 % — корінних американців - 0,2 % — чорних або афроамериканців - 0,1 % — вихідців з тихоокеанських островів - 7,7 % — осіб інших рас |

До двох чи більше рас належало 4,2 %. Частка іспаномовних становила 24,2 % від усіх жителів.
За віковим діапазоном населення розподілялося таким чином: 20,6 % — особи молодші 18 років, 69,2 % — особи у віці 18—64 років, 10,2 % — особи у віці 65 років та старші. Медіана віку мешканця становила 48,4 року. На 100 осіб жіночої статі у переписній місцевості припадало 103,0 чоловіків;  на 100 жінок у віці від 18 років та старших — 102,2 чоловіків також старших 18 років.
Середній дохід на одне домашнє господарство  становив 84 581 долар США (медіана — 78 250), а середній дохід на одну сім'ю — 88 662 долари (медіана — 79 625). За межею бідності перебувало 12,5 % осіб, у тому числі 0,0 % дітей у віці до 18 років та 0,0 % осіб у віці 65 років та старших.
Цивільне працевлаштоване населення становило 516 осіб. Основні галузі зайнятості: науковці, спеціалісти, менеджери — 18,0 %, освіта, охорона здоров'я та соціальна допомога — 16,7 %, роздрібна торгівля — 13,0 %, публічна адміністрація — 11,4 %.